# Arnaldo de Moraes
Arnaldo de Moraes (Rio de Janeiro, 28 de agosto de 1893 – Rio de Janeiro, 6 de abril de 1961) foi um professor e médico brasileiro; foi um dos membros fundadores do Lions Club no país.

## Biografia
Filho do casal Arnaldo Augusto de Moraes, farmacêutico, e 
Adelaide Cruz de Moraes, professora. No Rio de Janeiro, Arnaldo de Moraes foi estudante do tradicional Colégio Pedro II, no qual tornou-se bacharel em Ciências e Letras, em 1910.

### Carreira profissional
Moraes graduou-se em medicina pela Faculdade de Medicina do Rio de Janeiro em 1915, defendendo a tese “Apresentações transversas”, especializando-se em ginecologia e obstetrícia. Após formar-se, acabou vindo posteriormente a clinicar no hospital da Santa Casa de Misericórdia do Rio de Janeiro. Também foi médico do Hospital Pró-Matre.
Como professor, Moraes lecionou obstetrícia na Faculdade de Medicina do Rio de Janeiro. Também ensinou ginecologia pela Faculdade Fluminense de Medicina.
Em 1927 foi para os Estados Unidos buscar aperfeiçoamento profissional, para isto recebeu patrocínio da Fundação Rockefeller; neste país estudou nas universidades Johns Hopkins e na de Harvard. Já na Europa, fez curso no hospital universitário Charité, em Berlim.
Em 1938 foi eleito membro da Academia Nacional de Medicina, sucedendo José Alves Maurity Santos na Cadeira 79, que tem Olympio Arthur Ribeiro da Fonseca como patrono.
Ainda em 1938, no bairro de Copacabana, Arnaldo cria a então Casa de Saúde e Maternidade Arnaldo de Moraes, atual Hospital São Lucas.
Moraes foi um dos quarenta membros escolhidos por Armando Fajardo para criar no Brasil a filial da organização Lions Clubs International; Arnaldo de Moraes, deste modo, tornou-se o primeiro presidente do Lions Club da cidade do Rio de Janeiro, sua gestão teve dois mandatos consecutivos, os biênios 1952/1953 e  1953/1954. Sua atuação foi bastante decisiva no processo de implantação do chamado Movimento Leonístico Brasileiro.
Autor de vários estudos publicados na área da medicina, Moraes representou o Brasil em vários congressos médicos. Fundou o Colégio Brasileiro de Cirurgiões e presidiu a Sociedade Brasileira de Ginecologia.
Faleceu no hospital da Beneficência Portuguesa do Rio de Janeiro, vitimado por um tumor cerebral. Após seu velório, ocorrido em sua residência na rua Princesa Januária, no bairro do Flamengo, o cortejo tomou o rumo do Cemitério de São João Batista, onde ocorreu o seu sepultamento.  Ao falecer deixou viúva Edneia Maria Azevedo e Castro de Moraes e seu filho Arnaldo de Moraes Filho.

## Homenagens
Pelo seu livro “Sã maternidade – conselhos e sugestões para futuras mães”, de 1929, Moraes obteve o Prêmio Madame Durocher da Academia Nacional de Medicina, prêmio este conferido a trabalhos relativos a Obstetrícia ou Ginecologia. O nome do prêmio é uma homenagem a parteira Madame Duroucher, que foi a primeira mulher convidada a ingressar na então Academia Imperial de Medicina, em 1871.
Arnaldo de Moraes recebeu como homenagem póstuma pela Prefeitura da Cidade do Rio de Janeiro a denominação de um logradouro público na cidade; a antiga "Praça do Corte do Cantagalo" passou a se denominar como Praça Professor Arnaldo de Moraes, situada no bairro da Lagoa, as margens da Avenida Epitácio Pessoa, em um dos acessos a Estação General Osório, do metrô.